# Cadillac Cien
Cadillac Cien — двухдверный заднемоторный высокопроизводительный концепт-кар, созданный компанией Cadillac, спроектированный Саймоном Коксом и представленный в 2002 году на Североамериканском международном автосалоне в честь 100-летия Cadillac («cien» в переводе с испанского означает «сто»).

## Описание

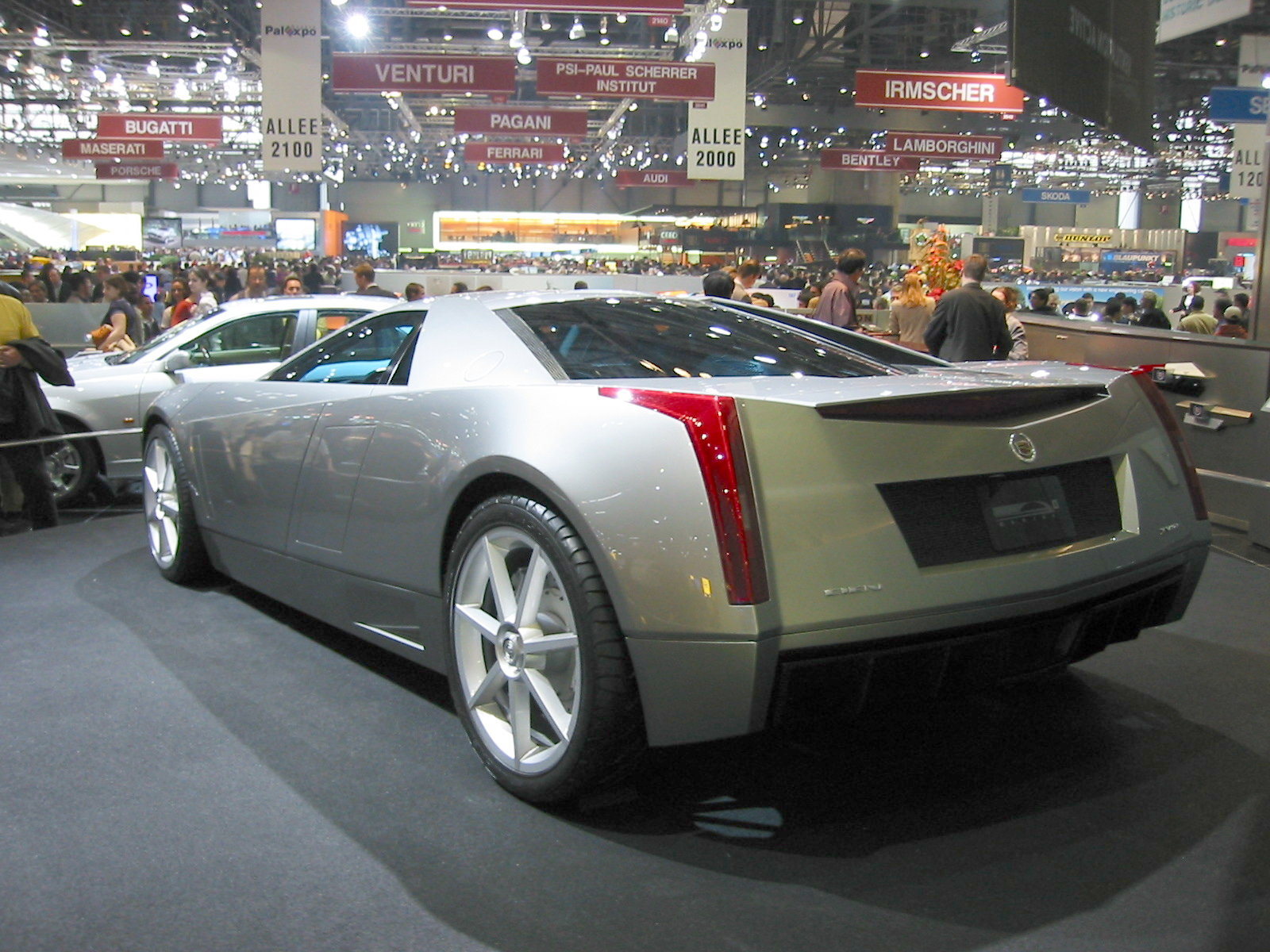
Cadillac Cien (вид сзади в ракурсе 3/4)

Cadillac Cien оснащён 7,5-литровым двигателем V12 c углом развала цилиндров 60 градусов, который выдаёт мощность 559 кВт (750 л. с.) и крутящий момент 881 Н⋅м. Экспериментальный двигатель отличался непосредственным впрыском и рабочим объёмом по требованию, что позволяло двигателю работать только на восьми или менее цилиндрах при небольшой нагрузке. Cien был разработан в Англии в студии General Motors Advanced Design Studio и выпущен как полностью работоспособное дорожное транспортное средство с помощью британской инженерной и автоспортивной компании Prodrive. Монококовое шасси и кузов Cien были изготовлены из аэрогелевого композита и оснащены активной аэродинамической системой. Дизайн был вдохновлён F-22 Raptor.
Первоначально планировалось, что Cadillac Cien будет запущен в производство, однако из-за нехватки средств на разработку и высокой ожидаемой цены продажи в 200 000 долларов США существование клиентской базы для Cien оказалось под вопросом. Таким образом, производство Cien было отменено на заседании совета директоров.

## В средствах массовой информации
В 2005 году Cadillac Cien был показан в фильме «Остров» (англ. The Island).
Cadillac Cien присутствует также в видеоиграх, включая Gran Turismo, Midnight Club 3: DUB Edition и Asphalt Legends Unite.